# Puppentheatersammlung (Dresden)
Die Puppentheatersammlung in Dresden ist eine mehr als 50.000 Einzelstücke umfassende Sammlung von Theaterpuppen des 18., 19. und 20. Jahrhunderts. Damit zählt sie zu den bedeutendsten und größten Sammlungen ihrer Art auf der Welt.
Die Puppentheatersammlung gehört zu den Staatlichen Kunstsammlungen Dresden. Die Ausstellung befand sich zwischen 2005 und 2024 im Jägerhof in der Inneren Neustadt, das Depot in der Garnisonkirche St. Martin in der Albertstadt. Seit dem 7. September 2024 wird die Sammlung in größerem Umfang als bisher im Kraftwerk Mitte präsentiert.

## Geschichte
Die Sammlung hat ihren Ursprung im Bestand des Leipziger Lehrers, Puppenspiel-Historiografen und Redakteurs der ersten deutschen Puppenspielzeitschrift Otto Link (* 1888, † 1959). Seine Sammlung war eine der ältesten privaten Puppenspielsammlungen Deutschlands. Dazu angeregt, eine eigene Sammlung anzulegen, wurde er vom Leipziger Universitätsprofessor für Medizin und Nestor der deutschen Puppenspielforschung Arthur Kollmann. 1913 wurde die Sammlung der Öffentlichkeit zugänglich. Ab 1918 arbeiteten Link und Kollmann beim Aufbau der Sammlung eng zusammen. Otto Link sichtete und ordnete den Bestand von Kollmann und erhielt Zugang zum Kollmann’schen Schriftwechsel mit Puppenspielern in aller Welt. Link war zudem 1929 Mitbegründer der UNIMA in Prag.
Nach der Verstaatlichung der Sammlung im Jahr 1952 wurde sie als staatliche Forschungsstelle am Museum für sächsische Volkskunst fortgeführt. Otto Link gab seinen Beruf auf und leitete von nun an die Puppentheatersammlung. Im selben Jahr wanderte sie von Leipzig nach Dresden. Link engagierte sich sehr für die Sammlung, trug weitere wertvolle Stücke hinzu und organisierte zahlreiche Ausstellungen in deutschen Städten. Die Puppentheatersammlung wurde 1958 Mitglied der UNIMA. In diesem Jahr erschien auch die erste Ausgabe der Zeitschrift Mitteilungen der Puppentheatersammlung. Diese war die einzige Fachzeitschrift ihrer Art in der DDR und wurde bis 1990 herausgegeben. Im darauffolgenden Jahr verstarb Otto Link, der Besitzer der Sammlung, und der Theaterwissenschaftler Rolf Mäser übernahm die Leitung.
Von 1960 bis 2003 wurde die Sammlung als eigenständige Abteilung des Museums für Sächsische Volkskunst im Hohenhaus in Radebeul untergebracht. Seit 1968 gehört die Puppentheatersammlung zu den Staatlichen Kunstsammlungen Dresden und besitzt seit 1972 ein eigenes Direktorat. Ab 2004 wurde die Sammlung in der Garnisonkirche St. Martin untergebracht. Zwischen 2005 und 2024 konnte die Ausstellung im Jägerhof besichtigt werden.
Der damalige Direktor der Puppentheatersammlung, Olaf Bernstengel, zeigte Teile seiner Sammlung der Öffentlichkeit im Rahmen der im Jahr 1987 zum ersten Mal durchgeführten Radebeuler Kasperiade. Nach der Erstveranstaltung in der Hauptstraße in Radebeul-Ost wurde die Kasperiade in das Hohenhaus selbst sowie in den zugehörigen Hof und Park verlegt, wo sie auch nach der Wende noch bis 2002 stattfand. Nach dem Wegzug der Puppentheatersammlung aus dem Hohenhaus wurde die Kasperiade 2004 an den Anger Altkötzschenbroda verlegt, wo das Puppentheaterfestival bis 2012 weiterhin jährlich stattfand. Seit 2013 ist der Austragungsort des Festivals der Kulturbahnhof Radebeul im Osten der Stadt. Im Jahr 2024 findet sie bereits zum 37. Mal statt.
Seit 1997 ist der Hamburger Volkskundler Lars Rebehn Konservator der Puppentheatersammlung.

## Bestände
Die Bestände haben ihren Ursprung unter anderen in wichtigen Sammlungen von Arthur Kollmann, Alfred Lehmann und Carl Teumer aus Leipzig sowie von Fritz Müller aus Obercrinitz. Die Sammelobjekte stammen aus Deutschland, zahlreichen europäischen Ländern und Asien.
Zu den wertvollsten Exponaten der Sammlung gehören umfangreiche Figuren- und Kulissenbestände mehrerer mechanischer Welttheater des 19. Jahrhunderts (Theatrum mundi). In ihrer Qualität und Vielfalt sind sie in Europa einzigartig.
Auch bedeutende Künstler wie Carl Schröder, Otto Griebel oder Reinhold Langner und die Bühnenbildner und Regisseure Achim Freyer und Andreas Reinhardt sind mit wichtigen Ausstattungen für das Figurentheater in der Sammlung vertreten.
Die Sammlung besteht aus Marionetten, Handpuppen und Figuren aus den letzten dreihundert Jahren. Außerdem gehören zum Museum eine große Theaterbilderbogensammlung, Exponate zum Puppen- und Figurenspiel zahlreicher Völker, Bühnendekorationen, Requisiten, Entwürfe, Plakate, Theaterzettel, Malereien, Grafiken, Miniaturen, Plastiken und vieles mehr. Zur Ausstellung gehören weiterhin eine Bibliothek zum Puppenspiel in aller Welt und eine große Sammlung von Puppenspieltexten.